# Дзвінкий ясенний носовий
Дзвінкий ясенний носовий — приголосний звук, що існує в більшості мов світу. У Міжнародному фонетичному алфавіті записується як ⟨n⟩. В українській мові цей звук передається на письмі літерою н. Символ ⟨n⟩ також використовується для позначення зубних і заясенних носових.

## Назва
- Альвеолярний зімкнено-носовий
- Альвеолярний носовий
- Ясенний зімкнено-носовий приголосний
- Ясенний носовий приголосний

## Властивості
- Тип фонації — дзвінка, тобто голосові зв'язки вібрують від час вимови.
- Спосіб творення — зімкнений, тобто повітряний потік повністю перекривається.
- Місце творення — ясенне, тобто звук артикулюється кінчиком або передньою спинкою язика проти ясенного бугорка.
- Це носовий приголосний, тобто повітря вільно виходить крізь ніс.
- Це центральний приголосний, тобто повітря проходить над центральною частиною язика, а не по боках.
- Механізм передачі повітря — егресивний легеневий, тобто під час артикуляції повітря виштовхується крізь голосовий тракт з легенів, а не з гортані, чи з рота.

### Приклади
| Мова          | Слово    | МФА         | Значення | Примітки                    |
| ------------- | -------- | ----------- | -------- | --------------------------- |
| англійська    | nice     | [naɪs]      | гарний   | Див. англійська фонетика    |
| арабська      | نار      | [naːr]      | вогонь   | Див. арабська фонетика      |
| гінді         | नया       | [nəjaː]     | новий    | Див. фонетика гінді         |
| грецька       | νάμα     | [ˈnama]     | вино     | Див. грецька фонетика       |
| грузинська    | კანი     | [ˈkʼɑni]    | шкіра    |                             |
| іврит         | נבון     | [navon]     | мудрий   | Див. гебрейська фонетика    |
| іспанська     | nada     | [ˈnäð̞ä]     | нічого   | Див. іспанська фонетика     |
| італійська    | nano     | [ˈnäːno]    | гном     | Див. італійська фонетика    |
| каталанська   | nou      | [ˈnɔw]      | новий    | Див. каталанська фонетика   |
| китайська     | 難 / nán | [nan˧˥]     | складний | Див. китайська фонетика     |
| корейська     | 나       | [na]        | я        | Див. корейська фонетика     |
| нідерландська | nacht    | [nɑxt]      | ніч      | Див. нідерландська фонетика |
| польська      | poncz    | [ˈpɔn̥t͡ʂ]    | пунч     | Див. польська фонетика      |
| словенська    | novice   | [nɔˈʋìːt̪͡s̪ɛ] | новини   |                             |
| турецька      | neden    | [ne̞d̪æn]     | причина  | Див. турецька фонетика      |
| українська    | надія    | [na'dʲija]  | надія    | Див. українська фонетика    |
| фінська       | annan    | [ˈɑnːɑn]    | даю      | Див. фінська фонетика       |
| чеська        | na       | [na]        | на       | Див. чеська фонетика        |
| японська      | 何/nani  | [nanʲi]     | що       | Див. японська фонетика      |